# Taras Hrebeniuk
Taras Ołeksandrowycz Hrebeniuk, ukr. Тарас Олександрович Гребенюк, ros. Тарас Александрович Гребенюк, Taras Aleksandrowicz Griebieniuk (ur. 23 sierpnia 1971 w Zaporożu) – ukraiński piłkarz, grający na pozycji bramkarza, trener piłkarski.

## Kariera piłkarska

### Kariera klubowa
Wychowanek Szkoły Sportowej Metałurh Zaporoże. W 1989 rozpoczął karierę piłkarską w drużynie Nywa Winnica, skąd w następnym roku przeszedł do zespołu amatorskiego Sokił Hajsyn. W 1992 debiutował w mistrzostwach Ukrainy w składzie Czajki Sewastopol. Latem 1992 dołączył do Awtomobilista Sumy, a po zakończeniu sezonu 1992/93 powrócił do Zaporoża, gdzie został piłkarzem klubu Wiktor Zaporoże. We wrześniu 1994 został zaproszony do Metałurha Zaporoże, w którym występował przez 8 sezonów. W lipcu 2004 przeszedł do Arsenału Kijów, ale nie rozegrał żadnego meczu i podczas przerwy zimowej sezonu 2002/03 przeniósł się do Spartaka Sumy. Latem 2003 zasilił skład Metalista Charków, w którym zakończył karierę piłkarza.

### Kariera reprezentacyjna
W 1998 został powołany do składu narodowej reprezentacji Ukrainy, ale na boisko nie wychodził.

## Kariera trenerska
Po zakończeniu kariery piłkarskiej rozpoczął pracę szkoleniowca. Od lata 2004 w ciągu roku pracował w sztabie szkoleniowym Dynama Mińsk. W 2006 pomagał trenować bramkarzy Spartaka Władykaukaz. Od lipca 2007 do lutego 2010 pracował z bramkarzami w klubie Krywbas Krzywy Róg. Następnie krótko pracował z rezerwistami Dnipra Dniepropetrowsk, a w lipcu 2010 został zaproszony do sztabu szkoleniowego Arsenału Kijów, gdzie również pomagał trenować bramkarzy. W styczniu 2014 przeniósł się do trenowania bramkarzy w klubie Czerkaśkyj Dnipro Czerkasy. W czerwcu 2015 dołączył do sztabu trenerskiego mołdawskiego Sheriff Tyraspol, w którym pomagał trenować bramkarzy.